# Orestis Karnezis
Orestis Spiridon Karnezis – em grego: Ορέστης Σπυρίδων Καρνέζης – (Atenas, 11 de julho de 1985) é um futebolista profissional grego que atua como goleiro. Atualmente defende o Lille e a Seleção Grega.

## Carreira

### Panathinaikos
Nascido em Atenas, porém, Karnezis cresceu na ilha de Corfu, e começou a atuar nas categorias de base do OFI Creta. Karnezis começou sua carreira profissional no poderoso Panathinaikos, em 2007. Ele fez aparições pela primeira vez na temporada de 2011–12, quando ele começou a ter mais oportunidades, com o então treinador do clube, Jesualdo Ferreira, fez ele goleiro titular do Panathinaikos. Começando a fazer partidas imprescindíveis ao clube.
As boas campanhas na temporada seguinte especularam uma transferencia para a Udinese Calcio e convocações para a Seleção Grega de Futebol.

## Títulos
Napoli
- Copa da Itália: 2013-14, 2019-20

Lille
- Campeonato Francês: 2020-21[2]
- Supercopa da França: 2021

## Seleção grega
Karnezis representou a Seleção Grega na Copa do Mundo de 2014, no Brasil.

## Ligações Externas
- Perfil em Soccerway